# Raulzinho Neto
Raul "Raulzinho" Togni Neto (Belo Horizonte, 19 de mayo de 1992) es un jugador de baloncesto brasileño que actualmente forma parte de la plantilla del Club Baloncesto San Pablo Burgos de la Liga Endesa. Con 1,88 metros de estatura, juega en la posición de base.

## Trayectoria

### Profesional

#### Europa
El brasileño comenzó su andadura en el baloncesto de la mano de su padre, exjugador y entrenador, en Belo Horizonte (Brasil), su ciudad natal. Pronto despuntaría por su calidad y con 19 años, en 2011, y tras jugar en el Pitagoras/Minas Tenis Clube brasileño, recibe la llamada de Gipuzkoa Basket ofreciéndole el contrato más largo de la historia de ese club (cinco temporadas).
La temporada 11-12 fue su primera experiencia en la Liga Endesa. Durante el campeonato, juega todos los partidos de la fase regular, con un promedio de 17 minutos en cancha. Además, consigue 2 puntos y 2 asistencias por partido, terminando con una media de 4,8 de valoración. Aunque fue su primera toma de contacto, consigue junto al equipo vasco una plaza para los Playoffs de ese año, donde juega tres partidos y promedia 7 puntos, 3 asistencias y 10,2 de valoración.
En su segunda temporada, y compartiendo puesto con Javi Salgado, consigue promediar en 34 partidos más de 8 puntos y 8,7 de valoración. La temporada pasada sufrió una lesión, pero no le impidió mejorar sus números ya que, en 27 partidos, promedió 9,8 puntos y 10,2 de valoración, demostrando que es uno de los mejores bases de la Liga Endesa.
Internacional con Brasil (bronce en el Suramericano de 2010), disputó el mundial de 2010, con solo 18 años, siendo el jugador más joven del torneo. Además, en 2013, fue drafteado en el puesto 47 por los Atlanta Hawks y participó en julio de ese año en la Summer League con los Utah Jazz. Neto se convierte, de esta manera, en el primer base del UCAM Murcia para la temporada 14-15.

#### NBA
Después de una temporada en Murcia, firma por los Utah Jazz de la NBA. En el equipo murciano promedió 8.9 puntos, 2.1 rebotes y 3.9 asistencias por partido. Su fichaje por los Jazz supuso un ingreso en el UCAM Murcia de 300.000 euros en concepto de traspaso.
Tras cuatro temporadas en Salt Lake City, el 3 de julio de 2019, firma un contrato por un año con los Philadelphia 76ers.
Después de un año en Filadelfia, el 21 de noviembre de 2020, ficha por Washington Wizards.
Tras dos temporadas en Washington, el 1 de julio de 2022 firma un contrato de 1 año, por el mínimo de veterano, con Cleveland Cavaliers.

#### Regreso a Europa
El 4 de agosto de 2023, firma por el Fenerbahçe de la Basketbol Süper Ligi de Turquía y la Euroliga. Sin embargo, no llega a debutar con el equipo ya que el 26 de agosto sufre una lesión de rodilla en un encuentro con su selección. El 8 de julio de 2024 anuncia que el equipo turco finalizó sun contrato tras la lesión sin comunicárselo.
El 15 de octubre de 2024 regresa a Brasil para firmar con el Pinheiros Basquete, pero el 25 de noviembre se hace oficial su fichaje por el FC Barcelona de la Liga ACB, hasta final de temporada. El dos de enero de 2025, tras dos lesiones musculares en el poco tiempo que llevaba en el equipo, el club anunció la rescisión de su contrato.
El 3 de julio de 2025 firma por el Club Baloncesto San Pablo Burgos de la Liga Endesa.

### Selección nacional

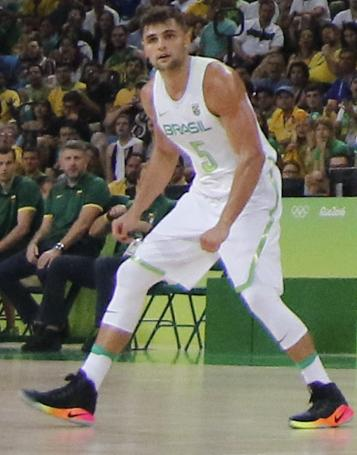
Neto con Brasil en los JJ. OO. de 2016.

Fue integrante del combinado brasileño Sub-18 que ganó la plata en el Campeonato FIBA Américas Sub-18 de 2010.
Tras eso formó parte de la selección absoluta, siendo el brasileño más joven en participar en el Mundial de 2010. 
Luego disputó los Juegos Olímpicos de Londres 2012, el FIBA Américas de 2013, el Mundial de 2014, el Sudamericano de 2014 donde ganaron el bronce, y los Juegos Olímpicos de Río de Janeiro 2016.
Durante agosto y septiembre de 2023 fue integrante de la selección de Brasil que participó en el Mundial de 2023 celebrado en Asia, y que finalizó en decimotercer lugar. En el primer partido del campeonato se lesionó de gravedad al romperse el tendón rotuliano de la rodilla derecha.
Entre julio y agosto de 2024 fue parte de la selección absoluta de Brasil, que disputó los Juegos Olímpicos de París, finalizando en séptima posición.

## Estadísticas de su carrera en la NBA

### Temporada regular
| Año     | Equipo       | PJ  | PT | MPP  | %TC  | %3P  | %TL  | RPP | APP | ROB | TPP | PPP |
| ------- | ------------ | --- | -- | ---- | ---- | ---- | ---- | --- | --- | --- | --- | --- |
| 2015-16 | Utah         | 81  | 53 | 18.5 | .431 | .395 | .743 | 1.5 | 2.1 | .8  | .0  | 5.9 |
| 2016-17 | Utah         | 40  | 0  | 8.6  | .451 | .323 | .889 | .8  | .9  | .5  | .1  | 2.5 |
| 2017-18 | Utah         | 41  | 0  | 12.1 | .457 | .404 | .743 | 1.2 | 1.8 | .3  | .1  | 4.5 |
| 2018-19 | Utah         | 37  | 1  | 12.8 | .460 | .333 | .848 | 1.7 | 2.5 | .4  | .1  | 5.3 |
| 2019-20 | Philadelphia | 54  | 3  | 12.4 | .455 | .386 | .830 | 1.1 | 1.8 | .4  | .1  | 5.1 |
| 2020-21 | Washington   | 64  | 22 | 21.9 | .468 | .390 | .882 | 2.4 | 2.3 | 1.1 | .1  | 8.7 |
| 2021-22 | Washington   | 70  | 19 | 19.6 | .463 | .292 | .769 | 1.9 | 3.1 | .8  | .0  | 7.5 |
| 2022-23 | Cleveland    | 48  | 1  | 10.5 | .518 | .286 | .912 | 1.0 | 1.6 | .4  | .1  | 3.3 |
| Total   | Total        | 435 | 99 | 15.6 | .458 | .361 | .812 | 1.5 | 2.1 | .6  | .1  | 5.7 |

### Playoffs
| Año   | Equipo       | PJ | PT | MPP  | %TC  | %3P  | %TL   | RPP | APP | ROB | TPP | PPP |
| ----- | ------------ | -- | -- | ---- | ---- | ---- | ----- | --- | --- | --- | --- | --- |
| 2017  | Utah         | 9  | 0  | 6.7  | .615 | .500 | 1.000 | .8  | .4  | .1  | .1  | 2.6 |
| 2018  | Utah         | 8  | 0  | 9.0  | .304 | .286 | 1.000 | 1.3 | 1.3 | .3  | .0  | 2.6 |
| 2019  | Utah         | 3  | 0  | 6.5  | .167 | .000 | -     | 1.0 | .3  | .0  | .0  | .7  |
| 2020  | Philadelphia | 2  | 0  | 13.0 | .333 | .400 | —     | 1.5 | 1.5 | .5  | .0  | 4.0 |
| 2021  | Washington   | 5  | 3  | 22.4 | .353 | .267 | .800  | 2.2 | 1.0 | .4  | .0  | 6.4 |
| 2023  | Cleveland    | 2  | 0  | 3.5  | .000 | .000 | .500  | .0  | .5  | .0  | .0  | .5  |
| Total | Total        | 29 | 3  | 10.2 | .360 | .314 | .875  | 1.2 | .8  | .2  | .0  | 3.0 |